# It Started in Naples
It Started in Naples (conocida como Capri en España y La bahía de los ensueños en Hispanoamérica) es una película de comedia romántica estadounidense de 1960 dirigida por Melville Shavelson y producida por Jack Rose a partir de un guion de Suso Cecchi d'Amico, basado en la historia de Michael Pertwee y Jack Davies. La cinematografía Technicolor fue dirigida por Robert Surtees. La película está protagonizada por Clark Gable, Sophia Loren, Vittorio De Sica y un elenco italiano. Esta fue la última película de Gable que se estrenó durante su vida y su última película en color.
Hal Pereira, Roland Anderson, Samuel M. Comer y Arrigo Breschi fueron nominados al Óscar al mejor diseño de producción.
La película fue lanzada por Paramount Pictures el 7 de agosto de 1960. 

## Argumento
Solo unos días antes de su boda, Michael Hamilton, un abogado estadounidense, viaja a Nápoles, en el sur de Italia, para arreglar la herencia de su difunto hermano, Joseph, con el abogado italiano Vitale. En la narración de apertura, afirma que «estuvo aquí antes con el 5.º Ejército de los Estados Unidos» en la Segunda Guerra Mundial. En Nápoles, Michael descubre que su hermano tuvo un hijo, Nando, de ocho años, al que cuida su tía materna Lucía, una cantante de cabaré. Joseph nunca se casó con la madre de Nando, pero se ahogó con ella en un accidente de bote. La esposa real de Joseph, a quien había dejado en 1950, está viva en los Estados Unidos. Michael descubre para su consternación que su hermano gastó una fortuna en fuegos artificiales. Después de ver a Nando repartiendo fotos de Lucía a las 2 a. m., Michael quiere inscribir a Nando en la Escuela Americana en Roma, pero Lucía gana la custodia del niño. A pesar de la diferencia de edad, pronto florece un romance entre Michael y Lucia, y decide quedarse en Italia.

## Reparto
- Clark Gable como Michael Hamilton.
- Sophia Loren como Lucia Curcio.
- Vittorio De Sica como Mario Vitale.
- Carlo Angeletti («Marietto») como Nando Hamilton.
- Paolo Carlini como Renzo.
- Giovanni Filidoro como Gennariello.
- Claudio Ermelli como Luigi.
- Bob Cunningham como Don McGuire.
- Marco Tulli
- Carlo Rizzo
- Yvonne Monlaur

## Producción
Angeletti no hablaba inglés y aprendió sus líneas fonéticamente, lo que también había hecho en una película anterior, en la que articulaba líneas en alemán sin saber hablar dicho idioma.
En el segundo día de filmación de la escena de la sala de un tribunal, un actor que interpretaba a uno de los jueces que se ve en las imágenes del primer día no estaba disponible porque tenía planes de llevar a su familia a la playa. El actor envió a su hermano en su lugar, quien no se le parecía.
Fue filmada en locaciones de Roma, Nápoles y Capri.

## Recepción
Escribiendo en The New York Times, el crítico Bosley Crowther calificó la película como un «romance obvio y de peso pluma», pero elogió a Loren: «Entre las atracciones escénicas ... hay un vistazo llamado Sophia Loren. ... Y la Bahía de Nápoles, la Gruta Azul, el puerto de Capri y numerosas vistas del Mediterráneo apenas son tan impresionantes como ella», y que incluso Clark Gable «se deja exponer a lo largo de la película como un amargado a la sombra de la chica». Variety dijo que el guion y la dirección de Shavelson «se esfuerzan demasiado en hacer que la película sea tremendamente divertida y atrevida. Cuando el ingenio fluye naturalmente, es un placer; cuando se esfuerza, duele». Sin embargo, Gable y Loren son «una pareja de comedia sorprendentemente efectiva y compatible», y que sobre todo, Loren ofreció «una actuación vigorosa y divertida». Por el contrario, el crítico de cine Leonard Maltin dijo que el dúo de estrellas «nunca hace clic como pareja por amor, pero hacen todo lo posible».
El periódico francés Le Monde escribió que It Started in Naples, «incluso más que el mundo de los cómics, evoca el de las fáciles postales pintorescas a favor de los turistas extranjeros. Esta película, impregnada de un sentimentalismo de canciones encantadoras, está firmada por un estadounidense, Melville Shavelson, que ha contratado, sin duda para los fines de la coproducción, a Sophia Loren y Clark Gable. Ambos carecen de convicción y no podemos culparlos. Sin embargo, no es desagradable mirar a Sophia Loren que, a pesar de algunas muecas añadidas, seguía siendo soberbia en su despreocupación. Clark Gable lleva su papel con desaliento, y sobre su rostro lleno de cicatrices pasa una especie de tensión de cansancio, como si ya presagiara la enfermedad que de repente se lo iba a llevar». (La reseña fue escrita en febrero de 1961, tres meses después de la muerte de Gable el noviembre anterior).
Para la alemana Lexikon des internationalen Films («Léxico de películas internacionales»), It Began in Naples es una «comedia estelar» que tiene «muchas frases divertidas» y es «amablemente entretenida». La revista de cine alemana Cinema pensó que era «hermoso cómo a la fogosa Loren se le permite cantar, bailar y, sobre todo, despotricar salvajemente al contenido de su corazón», mientras dice que el romance que se retrata entre ella y Clark Gable es convincente «pero a lo sumo queda en papel». El suplemento alemán Prisma dijo que «la mujer pura sangre Sophia Loren está en su elemento», y que en la película está «como la conocemos y nos gusta verla mejor».